# Хакаське ТВ
Хакаське ТВ — підрозділ в системі ГУЛАГ, оперативне керування якого здійснювало Спеціальне головне управління рос. Главспеццветмета (СГУ).
Час існування: організовано 14.07.47;

закрите 29.04.53.
Дислокація: Красноярський край, Хакаська а.о., м.Абакан

## Діяльність
- обслуговування робіт тресту «Хакассзолото», в тому числі на руднику «Комунар».

## Чисельність з/к
- проектований ліміт наповнення в 1947 р — 1400 чол., з подальшим доведенням до 4000.